# Forídeos
Forídeos (Phoridae) são uma família de pequenas moscas que se assemelham às moscas-das-frutas, porém com uma corcova característica. As moscas forídeas muitas vezes podem ser identificadas por seu hábito de correr rapidamente pela superfície, ao invés de levantar voo quando deseja fugir de alguma ameaça. Um de seus nomes populares em língua inglesa, scuttle fly, é uma referência a este comportamento. Foram catalogadas cerca de 4 000 espécies em 230 gêneros. A espécie mais conhecida, de distribuição cosmopolita, é a Megaselia scalaris. O posto de menor mosca do mundo que antes era da Euryplatea nanaknihali com 0,4mm , agora é ocupado pela espécie Megapropodiphora arnoldi, com 0,395mm  —esta, encontrada na amazônia.